# 20世紀の名演奏
20世紀の名演奏（20せいきのめいえんそう）は、NHK-FM放送で1993年4月11日から2010年3月28日まで放送されていたクラシック音楽番組。

## 概要
名演奏家を聴くの後に始まったトスカニーニライブラリーが長らく続いたのち、1993年4月に開始。NHKのライブラリーにある20世紀、世界各地で行われたクラシック音楽の演奏会のライブ録音・ビデオテープを紹介し、その楽曲の紹介や演奏会の概要をクラシック音楽評論家・黒田恭一が解説した。1999年にはNHK教育テレビ本放送開始40周年記念特別番組としてゴールデンタイムに不定期で放送されたこともある。
黒田が病気療養で休業に入った2007年12月以降は、代理として諸石幸生が番組を担当することがあった。なお、黒田が2009年5月29日に71歳で没したため、この番組も2010年3月28日をもって終了。17年の歴史に幕を降ろした。
後番組は『名演奏ライブラリー』で引き続き諸石がパーソナリティを担当した。